# Quanjiao
Quanjiao, tidigare romaniserat Chüantsiao, är ett härad i staden Chuzhou i provinsen Anhui i östra Kina.

## Administrativ indelning
Häradet är indelat i tio köpingar.
Köpingar (zhen):

- Dashu (大墅镇)
- Erlangkou (二郎口镇)
- Guhe (古河镇)
- Liuzhen (六镇镇)
- Machang (马厂镇)
- Shipei (石沛镇)
- Shizi (十字镇)
- Wugang (武岗镇)
- Xianghe (襄河镇)
- Xiwang (西王镇)